# Schizachyrium gaumeri
Schizachyrium gaumeri là một loài thực vật có hoa trong họ Hòa thảo. Loài này được Nash miêu tả khoa học đầu tiên năm 1912.